# Noorder IJ- en Zeedijk
De Noorder IJ- en Zeedijk is een keten van dijken die het centrale deel van de Nederlandse provincie Noord-Holland, Waterland en de Zaanstreek, het gebied tussen het IJ en West-Friesland, beschermde tegen het water van de Zuiderzee en het IJ. De dijk liep van Krommeniedijk en Beverwijk over een lengte van 67 kilometer naar Schardam waar de dijk aansluit op de Westfriese Omringdijk. De meeste delen van de dijk bestaan nog en bevinden zich in de huidige gemeenten Zaanstad, Amsterdam, Waterland en Edam-Volendam (met name de voormalige gemeente Zeevang).
Delen van de dijk staan ook bekend als Noorder IJdijk of Waterlandse Zeedijk.

## Waterschappen
In 1843 werd de Dijkvereeniging Noorder IJ- en Zeedijk opgericht als samenwerkingsverband van de waterschappen die delen van de dijk beheerden.
Er werden per kilometer groene paaltjes neergezet.
In 1919 werd, mede naar aanleiding van overstromingen in 1916, het Hoogheemraadschap Noordhollands Noorderkwartier opgericht dat het beheer van de zeedijken overnam. De dijkvereeniging werd daarom in 1921 opgeheven. De betrokken kleine waterschappen zijn op den duur ook opgeheven. Sinds 2003 is in deze regio (Noord-Holland benoorden het IJ en het Noordzeekanaal) er alleen nog het Hoogheemraadschap Hollands Noorderkwartier (HHNK).

## Provinciaal monument
De verschillende onderdelen van de dijk zijn door de provincie Noord-Holland aangewezen als provinciale monumenten. Zie de lijst van provinciale monumenten in Noord-Holland met daarin alle monumentale onderdelen benoemd.